# Pomachromis
Pomachromis è un genere di pesci marini appartenenti alla famiglia Pomacentridae e alla sottofamiglia Pomacentrinae.

## Distribuzione e habitat
L'areale di P. richardsoni è esteso all'intera parte tropicale dell'Indo-Pacifico sebbene la sua distribuzione non sia continua ma limitata ad alcune località, le altre tre specie sono endemiche di gruppi di isole polinesiane e micronesiane, P. exilis delle isole Marianne e isole Caroline, P. fuscidorsalis delle isole della Società e di Pitcairn e P. guamensis delle isole Marianne.
L'habitat dei membri del genere è costiero e legato ad ambienti corallini.

## Descrizione
Sono pesci di piccola taglia compresa da 4,5 e 6 cm. 

## Biologia
Si nutrono di zooplancton.

## Tassonomia
Il genere comprende 4 specie:
- Pomachromis exilis
- Pomachromis fuscidorsalis
- Pomachromis guamensis
- Pomachromis richardsoni